# Kevin Youkilis

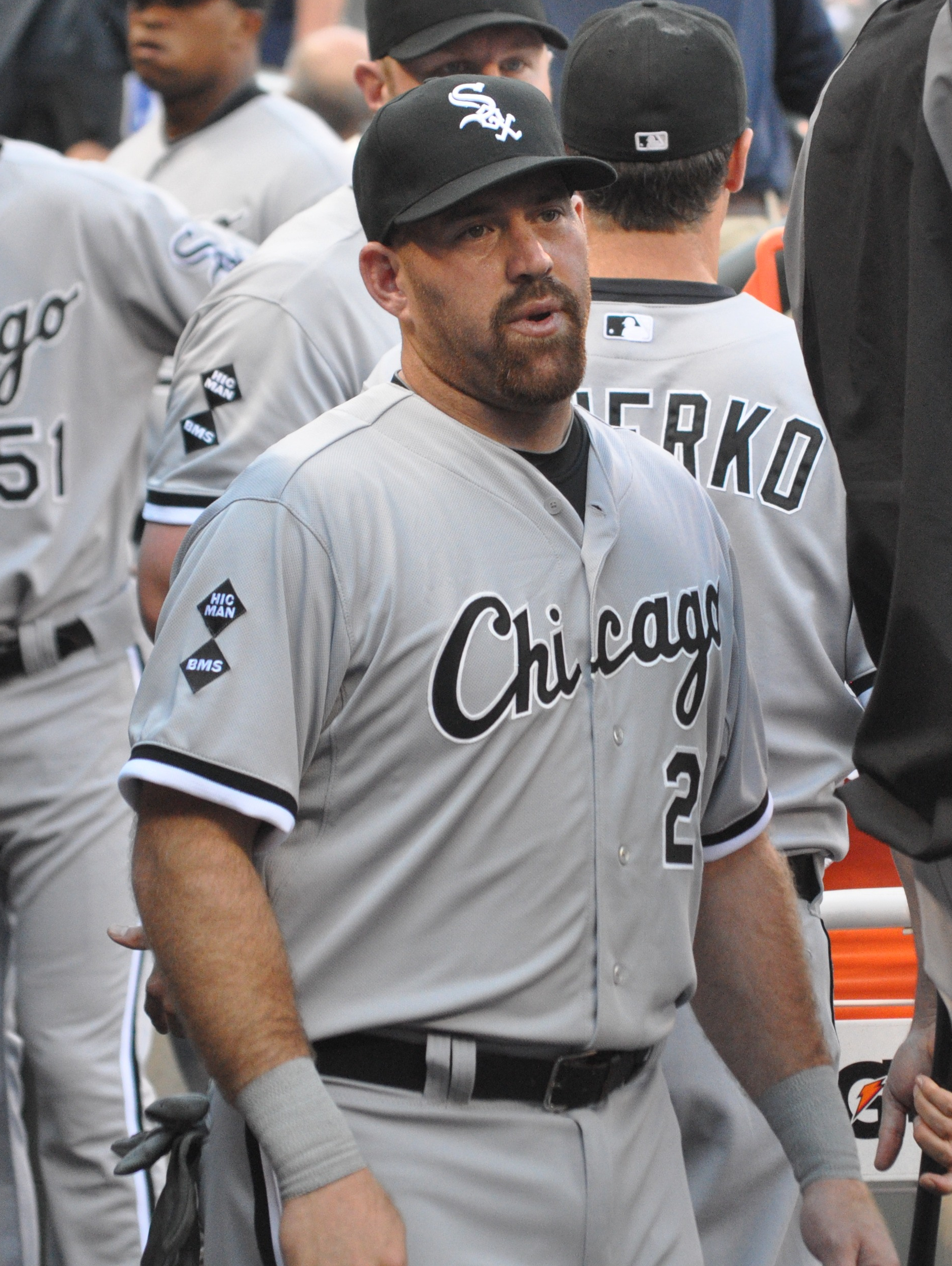
Kevin Youkilis, 2012.

Kevin Edmund Youkilis, född 15 mars 1979 i Cincinnati i Ohio, är en amerikansk före detta professionell basebollspelare som spelade som förstabasman alternativt tredjebasman för Boston Red Sox, Chicago White Sox och New York Yankees i Major League Baseball (MLB) mellan 2004 och 2013. Han spelade även för Tohoku Rakuten Golden Eagles i Nippon Professional Baseball (NPB).
Youkilis blev draftad av Boston Red Sox i 2001 års MLB-draft.
Han vann två World Series med Boston Red Sox. Youkilis vann också en Gold Glove Award.
Han är gift med systern till Tom Brady, utövare av amerikansk fotboll och spelar som quarterback för Tampa Bay Buccaneers.